# Тріозофосфатізомераза

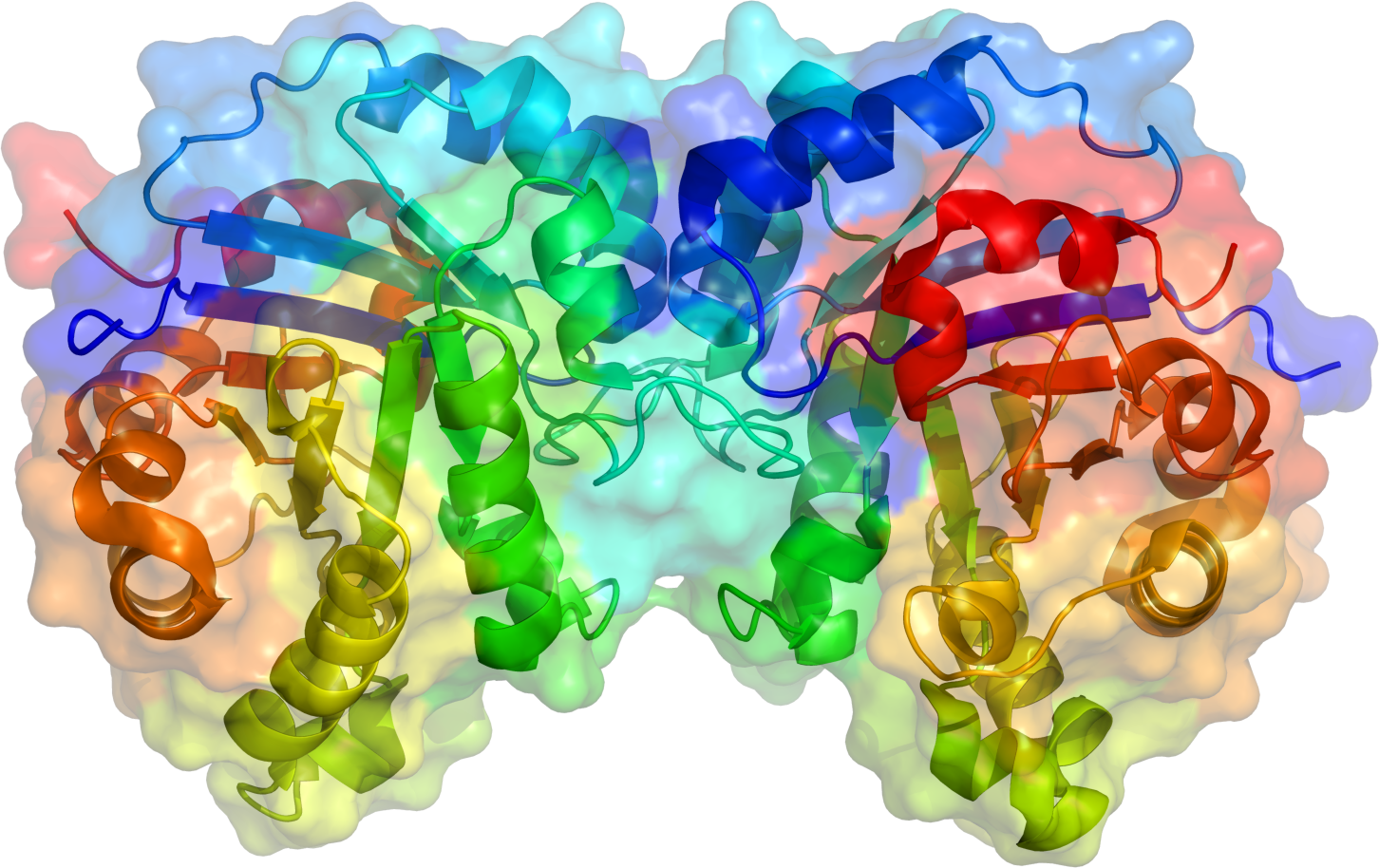
Структура тріозофосфатізомерази.

Тріо́зофосфа́тізомера́за (англ. triose-phosphate isomerase, TPI або TIM) — фермент (КФ 5.3.1.1), що каталізує оборотне взаємне перетворення ізомерів тріозо-фосфату дигідроацетонфосфата і D-гліцеральдегід-3-фосфата.
TPI грає важливу роль в гліколізі та важлива для отримання енергії. TPI знайдена практичново у всіх живих організмах, досліджених з цієї точки зору, включаючи ссавців, комах, грибів, рослин і бактерій. Проте, деякі бактерії, що не проводять гліколіз, такі як Ureaplasma, не мають TPI.
У людини, тріозофосфатізомеразна недостатність є тяжким нейрологічним захворюванням.
Тріозофосфатізомераза є дуже ефективним ферментом, виконуючи реакцію в мільярди разів швидше, ніж вона мимовільно протікає в розчині. Фактично, в живих клітинах, кількість переробленого субстрату залежить тільки від швидкості дифузії до активного центру ферменту.